# Opisthotropis tamdaoensis
Espèce
Statut de conservation UICN

 DD  : Données insuffisantes
Opisthotropis tamdaoensis est une espèce de serpents de la famille des Natricidae. 

## Répartition
Cette espèce est endémique de la province de Vĩnh Phúc au Viêt Nam,.

## Description
C'est un serpent ovipare.

## Étymologie
Son nom d'espèce, composé de tamdao et du suffixe latin -ensis, « qui vit dans, qui habite », lui a été donné en référence au lieu de sa découverte, Tam Đảo, une station de villégiature.

## Publication originale
- Ziegler, David & Vu, 2008 : A new natricine snake of the genus Opisthotropis from Tam Dao, Vinh Phuc Province, northern Vietnam (Squamata, Colubridae). Zoosystematics and Evolution, vol. 84, no 2, p. 197-203.